# Піментель
Піментель (італ. Pimentel, сард. Pramentelu) — муніципалітет в Італії, у регіоні Сардинія,  провінція Кальярі.
Піментель розташований на відстані близько 400 км на південний захід від Рима, 30 км на північ від Кальярі.
Населення — 1187 осіб (2014).

## Демографія
Населення за роками:

Станом на 1 січня 2023 року в муніципалітеті офіційно проживали 33 іноземці з 9 країн, серед них 2 громадяни країн Євросоюзу.

## Сусідні муніципалітети
- Барралі
- Гуазіла
- Ортачезус
- Саматцаі